# Luis Felipe Solé Fa
Luis Solé Fa CM (Tarragona, 23 de julio de 1946) es un profesor y eclesiástico católico español, afincado en Honduras. Fue obispo de Trujillo, entre 2005 y 2023.

## Biografía
Luis nació el 23 de julio de 1946, en la ciudad española de Tarragona. Hijo de Juan y Mercedes, siendo el sexto de siete hijos.
Realizó su formación primaria y secundaria en el «Colegio de La Salle» de su ciudad natal. 
Cursó sus estudios eclesiásticos en Espluga de Francolí, aunque no los culminó.
Estudió Magisterio, egresando en el Cuerpo de Profesores de EGB. Trabajó como profesor en Tarragona durante cuatro años.

### Vida religiosa
El 30 de abril de 1968, ingresó en la Congregación de la Misión. El 27 de noviembre de 1969 hizo su profesión religiosa temporal, y realizó la profesión solemne el 31 de mayo de 1972.
El 28 de junio de 1972, recibió las Órdenes menores, a manos del arzobispo Narciso Jubany.
Fue ordenado diácono el 12 de octubre de 1973, a manos del arzobispo Josep Pont i Gol. Su ordenación sacerdotal fue el 29 de diciembre del mismo año, a manos del mismo arzobispo.
Como sacerdote desempeñó los siguientes ministerios: 
- Vicario parroquial de «Sant Martí del Clot», en Barcelona (1974-1978).[4]
- Vicario parroquial de «San Severo y San Vicente de Paúl», en Barcelona (1977-1978).

Se trasladó a Honduras por primera vez (1976-1977), para una experiencia pastoral en la parroquia «San Vicente de Paúl», en Puerto Cortés y la Mosquitía.
- Formador en el Centro de Rehabilitación de Menores en Alicante (1978-1979).

En 1979, regresó a Honduras, donde fue:
- Párroco de «San Pedro Apóstol», en San Pedro Sula (1979).[4]

También fundó la campaña infantil, junto al sacerdote Antonio Quetglas.
- Vicario parroquial de Puerto Cortés (1981-1983).[5]
- Párroco de «San José de Medina», en San Pedro Sula (1983-1990).[6]

En 1985, funda las Juventudes Marianas Vicencianas.
- Director del «Centro de Capacitación» de San Pedro Sula (1991-1994).
- Párroco en la diócesis de San Pedro Sula (1991-1992).
- Vicario episcopal de Pastoral en la diócesis de San Pedro Sula (1991-1995).
- Párroco de «San José de Medina», en San Pedro Sula (1992-1995).
- Superior Provincial de los PP. Lazaristas y párroco de «San Vicente de Paúl» (1995-1999).
- Párroco de la «Santa Cruz» en Barra Patuca, de la diócesis de Trujillo (2000-2005).[5]
- Vicario episcopal de la Vicaría de la Mosquitía (2002-2005).[7]

### Episcopado
El 18 de marzo de 2005, el papa Juan Pablo II lo nombró obispo de Trujillo. Fue consagrado el 29 de junio del mismo año, en la Catedral de Trujillo, a manos del cardenal Óscar Andrés Rodríguez Maradiaga SDB.
- Secretario general de la Conferencia Episcopal de Honduras (2007-2016).

En 2020, se realizó estudios de laboratorio en una clínica privada de Trujillo, donde le fue diagnosticado dengue. El 28 de junio, tras no presentar mejoría, se realizó una prueba de hisopado de COVID-19. Al día siguiente se trasladó a una clínica de San Pedro Sula, donde fue internado y donde se realizó una prueba rápida de COVID-19, la cual según los resultados dio positiva. Posteriormente fue dado de alta el 7 julio, por haber presentado avances en su mejoría de salud.
En 2021, presentó su renuncia como lo establece el Código de Derecho Canónico. El 10 de marzo de 2023, el papa Francisco aceptó su renuncia, como obispo de Trujillo, nombrado a su sucesor al mismo tiempo.